# Суплаку-де-Баркеу
Суплаку-де-Баркеу (рум. Suplacu de Barcău) — село у повіті Біхор в Румунії. Адміністративний центр комуни Суплаку-де-Баркеу.
Село розташоване на відстані 417 км на північний захід від Бухареста, 50 км на північний схід від Ораді, 96 км на північний захід від Клуж-Напоки.

## Населення
За даними перепису населення 2002 року у селі проживали 2557 осіб.
Національний склад населення села:
| Національність | Кількість осіб | Відсоток |
| -------------- | -------------- | -------- |
| угорці         | 1382           | 54,0%    |
| румуни         | 986            | 38,6%    |
| цигани         | 141            | 5,5%     |
| словаки        | 45             | 1,8%     |

Рідною мовою назвали:
| Мова      | Кількість осіб | Відсоток |
| --------- | -------------- | -------- |
| угорська  | 1371           | 53,6%    |
| румунська | 984            | 38,5%    |
| циганська | 156            | 6,1%     |
| словацька | 45             | 1,8%     |